# Muhammad Mahabat Khanji III
Muhammad Mahabat Khanji III (Junagadh, 2 agosto 1900 – Karachi, 7 novembre 1959) è stato un principe indiano.
Fu Nawab di Junagadh dal 1911 al 1948, famoso per il suo stile di vita stravagante e per il suo amore per i cani. La sua decisione di far aderire lo stato di Junagadh al Dominion del Pakistan a seguito dell'indipendenza indiana portò l'esercito indiano ad intervenire militarmente. È noto per essere stato pioniere della tutela della fauna fondando l'attuale Gir National Park che salvò dall'estinzione quasi certa il leone asiatico.

## Biografia

### I primi anni
Muhammad Mahabat Khanji III nacque il 2 agosto 1900 a Junagadh, figlio quartogenito del nawab Muhammad Rasul Khanji (1858–1911). Come figlio non primogenito, Mahabat non sarebbe dovuto ascendere al trono di Junagadh; ma, a causa della morte dei suoi tre fratelli maggiori quando aveva otto anni, fu nominato principe ereditario e succedette al padre alla morte di questi nel 1911. Mahabat studiò al Mayo College dove si perfezionò nella lingua urdu, e governò sotto reggenza sino a quando non ebbe l'età per poter prendere da solo le redini del governo, il 31 marzo 1920. L'anno successivo le autorità britanniche gli concessero un saluto formale a 15 salve di cannone; nel 1926 venne creato cavaliere.

### Il regno

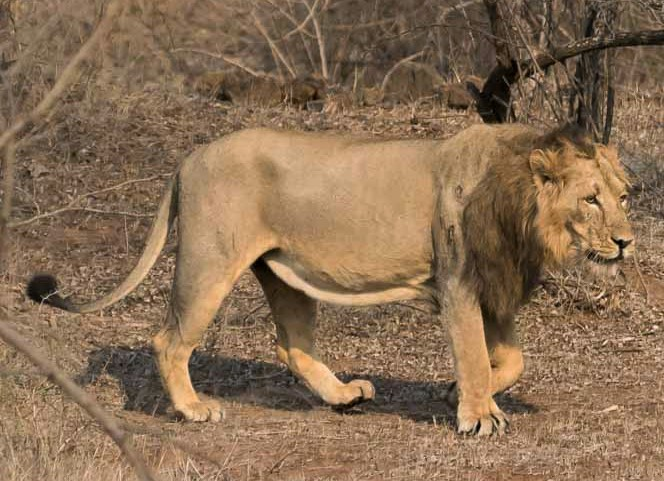
Una delle opere più significative di Muhammad Mahabat Khanji III fu di aver preservato dall'estinzione il leone asiatico.

Secondo sir Cyril Hancock, ex residente degli Stati Occidentali, il nawab era amato dal suo popolo e lo stato appariva ben amministrato. Hancock aveva anche un'alta opinione delle qualità personali del Nawab.
Durante il suo regno, il nawab coordinò l'apertura della diga di Willingdon, la costruzione della biblioteca Bahadur Khanji (dedicata ad un suo antenato, il primo Nawab) e l'apertura del Mahabat Khan Free College.
Mahabat Khanji era noto anche per il suo amore per gli animali, in particolare per i cani. Ad un certo punto giunse ad averne 2 000 di alto pedigree, spendendo migliaia di rupie per organizzare feste di compleanno e matrimoni tra i suoi cani preferiti. Il suo amore per gli animali si estendeva anche alla fauna selvatica della regione, ed in particolare al leone asiatico che salvò dall'estinzione appena in tempo. Il nawab preservò per questo scopo vasti tratti della foresta di Gir per dare ai leoni un habitat stabile nel quale vivere e riprodursi in sicurezza. Si interessò anche all'allevamento e alla salvaguardia dei cavalli locali Kathiawari e delle mucche di razza Gir.

### Conflitti con il governo indiano
All'epoca dell'indipendenza indiana nell'agosto del 1947, tutti gli stati principeschi indiani dovettero scegliere se aderire all'India o al Pakistan. Al 15 agosto del 1947 quasi tutti gli stati dell'India interna avevano scelto di entrare a far parte del Dominion of India.
Nell'estate del 1947 Mahabat Khan era in vacanza in Europa. In sua assenza, il suo dewan, sir Shah Nawaz Bhutto, condusse gli affari di stato e si consultò con Muhammad Ali Jinnah con l'idea di far entrare lo stato a far parte del Pakistan. L'11 agosto 1947, al ritorno dalle vacanze, il nawab prese la decisione di far entrare lo stato nel Pakistan ed inviò un emissario a negoziare con Jinnah.
La popolazione dello stato di Junagadh era in maggioranza indù, con la popolazione mussulmana pari a circa un quinto della popolazione totale.
Il Pakistan accettò l'entrata del Junagadh il 16 settembre, ed il governo indiano per tutta risposta decise di invadere il Junagadh, inducendo due dei vassalli del nawab, Mangrol e Babariyawad, a entrare a far parte dell'India. Il primo ministro dell'interno dell'India indipendente, Sardar Vallabhbhai Patel, ebbe un ruolo notevole in questo passaggio.
Sir Mahabat Khanji, la sua famiglia (inclusi i cani) ed il suo dewan (primo ministro) sir Shah Nawaz Bhutto, lasciarono il paese in aereo alla volta del Pakistan il 24 ottobre, per non farvi mai più ritorno. Una delle sue mogli con i suoi figli vennero lasciate indietro nella confusione. Bhutto scrisse a Samaldas Gandhi, leader del Arzi Hukumat (o governo in esilio) sulla questione di Junagadh.
L'esercito indiano quindi prese possesso dello stato di Junagadh il 9 novembre, insediandovi un nuovo governatore e indicendo un referendum pubblico sull'adesione all'India che si tenne il 20 febbraio. Votarono più di 200 000 persone ed il 91% scelse di entrare a far parte dell'India. L'anno successivo, il 20 gennaio 1949, Junagadh venne unito nel nuovo stato indiano di Saurashtra.

### Esilio e morte
Sir Mahabat Khanji e la sua famiglia si trasferirono in esilio a Karachi, dove il nawab morì nel 1959, a causa di un arresto cardiaco. Ebbe successione formale nel titolo di nawab da parte del figlio primogenito, Muhammad Dilawar Khanji.